# Sorry (Justin Bieber)
„Sorry” este un cântec al cântărețului canadian Justin Bieber pentru al patrulea album de studio, Purpose⁠(d). Scris de Bieber însuși, Julia Michaels, Justin Tranter, Skrillex și BloodPop; melodia a fost produsă de cei din urmă doi. A fost lansat pe 22 octombrie 2015, ca al doilea single de pe album. Din punct de vedere liric, „Sorry” este o cerere pentru o șansă de a-și cere scuze unui iubit, Bieber cerându-și iertare și o a doua șansă de a se răscumpăra. Bieber a spus că iubita sa de atunci era Selena Gomez. Un „remix latino” al cântecului, interpretat de cântărețul columbian J Balvin, a fost lansat în întreaga lume pe 6 noiembrie 2015.